# John Geddes (ciclista)
John Reuben Geddes (Liverpool, 13 de agosto de 1936) es un deportista británico que compitió en ciclismo en la modalidad de pista, especialista en las pruebas de persecución.
Participó en los Juegos Olímpicos de Melbourne 1956, obteniendo una medalla de bronce en la prueba de persecución por equipos (junto con Donald Burgess, Michael Gambrill y Thomas Simpson). Ganó una medalla de bronce en el Campeonato Mundial de Ciclismo en Pista de 1956, en la prueba de persecución individual.

## Medallero internacional
| Juegos Olímpicos   | Juegos Olímpicos       | Juegos Olímpicos  | Juegos Olímpicos           |
| Año                | Lugar                  | Medalla           | Competición                |
| ------------------ | ---------------------- | ----------------- | -------------------------- |
| 1956               | Melbourne (Australia)  | Medalla de bronce | Persecución por equipos    |
| Campeonato Mundial |                        |                   |                            |
| Año                | Lugar                  | Medalla           | Competición                |
| 1956               | Copenhague (Dinamarca) | Medalla de bronce | Persecución individual (A) |